# Dorothea Dix
Dorothea Lynde Dix, més coneguda com a Dorothea Dix (Hampden, Massachusetts [actualment a Maine], 4 d'abril de 1802-Trenton, Nova Jersey, 17 de juliol de 1887), fou una educadora, reformadora social, infermera i humanitària americana. La seva devoció pel benestar dels qui patien malalties mentals va generar reformes generalitzades als Estats Units i també a l'estranger.